# Прецшендорф
Прецшендорф (њем. Pretzschendorf) општина је у њемачкој савезној држави Саксонија. Једно је од 41 општинског средишта округа Зексише Швајц-Остерцгебирге. Према процјени из 2010. у општини је живјело 4.261 становника. Посједује регионалну шифру (AGS) 14628290.

## Географски и демографски подаци
Прецшендорф се налази у савезној држави Саксонија у округу Зексише Швајц-Остерцгебирге. Општина се налази на надморској висини од 325–508 метара. Површина општине износи 49,9 km². У самом мјесту је, према процјени из 2010. године, живјело 4.261 становника. Просјечна густина становништва износи 85 становника/km².